# Travis Richards
Travis John Richards, född 22 mars 1970, är en amerikansk före detta professionell ishockeyback som tillbringade två säsonger i den nordamerikanska ishockeyligan National Hockey League (NHL), där han spelade för Dallas Stars. Han producerade noll poäng samt drog på sig två utvisningsminuter på tre grundspelsmatcher. Richards spelade också för Grand Rapids Griffins i American Hockey League (AHL); Kalamazoo Wings, Michigan K-Wings och Grand Rapids Griffins i International Hockey League (IHL) samt Minnesota Golden Gophers i National Collegiate Athletic Association (NCAA).
Han draftades av Minnesota North Stars i nionde rundan i 1988 års draft som 169:e spelaren totalt.
Efter den aktiva spelarkarriären har han bland annat varit talangscout för Des Moines Buccaneers i United States Hockey League (USHL).
Han är yngre bror till Todd Richards och farbror till Justin Richards, båda har spelat respektive spelar i NHL och där brodern har även tränat i NHL.

## Statistik
| Källa: Utv = Utvisningsminuter | Källa: Utv = Utvisningsminuter | Källa: Utv = Utvisningsminuter |                           | Grundserie                | Grundserie                | Grundserie                | Grundserie                | Grundserie                |                           | Slutspel                  | Slutspel                  | Slutspel                  | Slutspel                  | Slutspel |
| Säsong                         | Lag                            | Liga                           | Matcher                   | Mål                       | Assist                    | Poäng                     | Utv                       | Matcher                   | Mål                       | Assist                    | Poäng                     | Utv                       |                           |          |
| ------------------------------ | ------------------------------ | ------------------------------ | ------------------------- | ------------------------- | ------------------------- | ------------------------- | ------------------------- | ------------------------- | ------------------------- | ------------------------- | ------------------------- | ------------------------- | ------------------------- | -------- |
| 1986–1987                      | Robbinsdale Armstrong Falcons  |                                | 22                        | 6                         | 16                        | 22                        | 20                        | —                         | —                         | —                         | —                         | —                         |                           |          |
| 1987–1988                      | Robbinsdale Armstrong Falcons  |                                | 24                        | 14                        | 14                        | 28                        | —                         | —                         | —                         | —                         | —                         | —                         |                           |          |
| 1988–1989                      | Robbinsdale Armstrong Falcons  |                                | Statistik ej tillgänglig. | Statistik ej tillgänglig. | Statistik ej tillgänglig. | Statistik ej tillgänglig. | Statistik ej tillgänglig. | Statistik ej tillgänglig. | Statistik ej tillgänglig. | Statistik ej tillgänglig. | Statistik ej tillgänglig. | Statistik ej tillgänglig. | Statistik ej tillgänglig. |          |
| 1989–1990                      | Minnesota Golden Gophers       | NCAA                           | 45                        | 4                         | 24                        | 28                        | 38                        | —                         | —                         | —                         | —                         | —                         |                           |          |
| 1990–1991                      | Minnesota Golden Gophers       | NCAA                           | 45                        | 9                         | 25                        | 34                        | 28                        | —                         | —                         | —                         | —                         | —                         |                           |          |
| 1991–1992                      | Minnesota Golden Gophers       | NCAA                           | 41                        | 10                        | 23                        | 33                        | 65                        | —                         | —                         | —                         | —                         | —                         |                           |          |
| 1992–1993                      | Minnesota Golden Gophers       | NCAA                           | 42                        | 12                        | 26                        | 38                        | 54                        | —                         | —                         | —                         | —                         | —                         |                           |          |
| 1993–1994                      | Kalamazoo Wings                | IHL                            | 19                        | 2                         | 10                        | 12                        | 20                        | 4                         | 1                         | 1                         | 2                         | 0                         |                           |          |
|                                | USA:s ishockeylandslag         |                                | 51                        | 1                         | 11                        | 12                        | 38                        | —                         | —                         | —                         | —                         | —                         |                           |          |
| 1994–1995                      | Dallas Stars                   | NHL                            | 2                         | 0                         | 0                         | 0                         | 0                         | —                         | —                         | —                         | —                         | —                         |                           |          |
|                                | Kalamazoo Wings                | IHL                            | 63                        | 4                         | 16                        | 20                        | 53                        | 15                        | 1                         | 5                         | 6                         | 12                        |                           |          |
| 1995–1996                      | Dallas Stars                   | NHL                            | 1                         | 0                         | 0                         | 0                         | 2                         | —                         | —                         | —                         | —                         | —                         |                           |          |
|                                | Michigan K-Wings               | IHL                            | 65                        | 8                         | 15                        | 23                        | 55                        | 9                         | 2                         | 2                         | 4                         | 4                         |                           |          |
| 1996–1997                      | Grand Rapids Griffins          | IHL                            | 77                        | 10                        | 13                        | 23                        | 83                        | 5                         | 1                         | 3                         | 4                         | 2                         |                           |          |
| 1997–1998                      | Grand Rapids Griffins          | IHL                            | 81                        | 12                        | 20                        | 32                        | 70                        | 3                         | 1                         | 1                         | 2                         | 4                         |                           |          |
| 1998–1999                      | Grand Rapids Griffins          | IHL                            | 82                        | 9                         | 23                        | 32                        | 84                        |                           |                           |                           |                           |                           |                           |          |
| 1999–2000                      | Grand Rapids Griffins          | IHL                            | 71                        | 5                         | 23                        | 28                        | 47                        | 17                        | 1                         | 7                         | 8                         | 18                        |                           |          |
| 2000–2001                      | Grand Rapids Griffins          | IHL                            | 75                        | 5                         | 30                        | 35                        | 42                        | 10                        | 0                         | 5                         | 5                         | 8                         |                           |          |
| 2001–2002                      | Grand Rapids Griffins          | AHL                            | 72                        | 6                         | 23                        | 29                        | 36                        | 5                         | 0                         | 1                         | 1                         | 2                         |                           |          |
| 2002–2003                      | Grand Rapids Griffins          | AHL                            | 73                        | 6                         | 21                        | 27                        | 52                        | 15                        | 0                         | 4                         | 4                         | 6                         |                           |          |
| 2003–2004                      | Grand Rapids Griffins          | AHL                            | 76                        | 2                         | 22                        | 24                        | 48                        | 4                         | 1                         | 0                         | 1                         | 2                         |                           |          |
| 2004–2005                      | Grand Rapids Griffins          | AHL                            | 35                        | 1                         | 3                         | 4                         | 30                        | —                         | —                         | —                         | —                         | —                         |                           |          |
| 2005–2006                      | Grand Rapids Griffins          | AHL                            | 13                        | 0                         | 4                         | 4                         | 10                        | —                         | —                         | —                         | —                         | —                         |                           |          |
| NHL totalt                     | NHL totalt                     | NHL totalt                     | 3                         | 0                         | 0                         | 0                         | 2                         | —                         | —                         | —                         | —                         | —                         |                           |          |
| AHL totalt                     | AHL totalt                     | AHL totalt                     | 269                       | 15                        | 73                        | 88                        | 176                       | 24                        | 1                         | 5                         | 6                         | 10                        |                           |          |
| IHL totalt                     | IHL totalt                     | IHL totalt                     | 533                       | 55                        | 150                       | 205                       | 454                       | 63                        | 7                         | 24                        | 31                        | 48                        |                           |          |
| NCAA totalt                    | NCAA totalt                    | NCAA totalt                    | 173                       | 35                        | 98                        | 133                       | 185                       | —                         | —                         | —                         | —                         | —                         |                           |          |

### Internationellt
| Källa:        | Källa:        | Källa:        |         | Utv = Utvisningsminuter | Utv = Utvisningsminuter | Utv = Utvisningsminuter | Utv = Utvisningsminuter | Utv = Utvisningsminuter |
| År            | Lag           | Mästerskap    | Matcher | Mål                     | Assists                 | Poäng                   | Utv                     |                         |
| ------------- | ------------- | ------------- | ------- | ----------------------- | ----------------------- | ----------------------- | ----------------------- | ----------------------- |
| 1993          | USA           | VM            | 5       | 0                       | 1                       | 1                       | 0                       |                         |
| 1994          | USA           | OS            | 8       | 0                       | 0                       | 0                       | 2                       |                         |
| Senior totalt | Senior totalt | Senior totalt | 13      | 0                       | 1                       | 1                       | 2                       |                         |